# Salacia smaliana
Salacia smaliana är en benvedsväxtart som beskrevs av Dietrich Brandis. Salacia smaliana ingår i släktet Salacia och familjen Celastraceae. Inga underarter finns listade.